# 天和 (北周)
天和（てんわ）は、南北朝時代の北周において、武帝の治世に使用された元号。566年 - 572年。

## 西暦・干支との対照表
| 天和 | 元年  | 2年   | 3年   | 4年   | 5年   | 6年   | 7年   |
| 西暦 | 566年 | 567年 | 568年 | 569年 | 570年 | 571年 | 572年 |
| 干支 | 丙戌  | 丁亥  | 戊子  | 己丑  | 庚寅  | 辛卯  | 壬辰  |